# Balandin (cràter)
Balandin és un petit cràter d'impacte que es troba a la cara oculta de la Lluna, dins de la gran plana emmurallada del cràter Gagarin, a prop de la seva vora oriental. Es troba al costat d'una sèrie de cràters (sense nom) una mica més petits situats cap a l'est i l'oest.

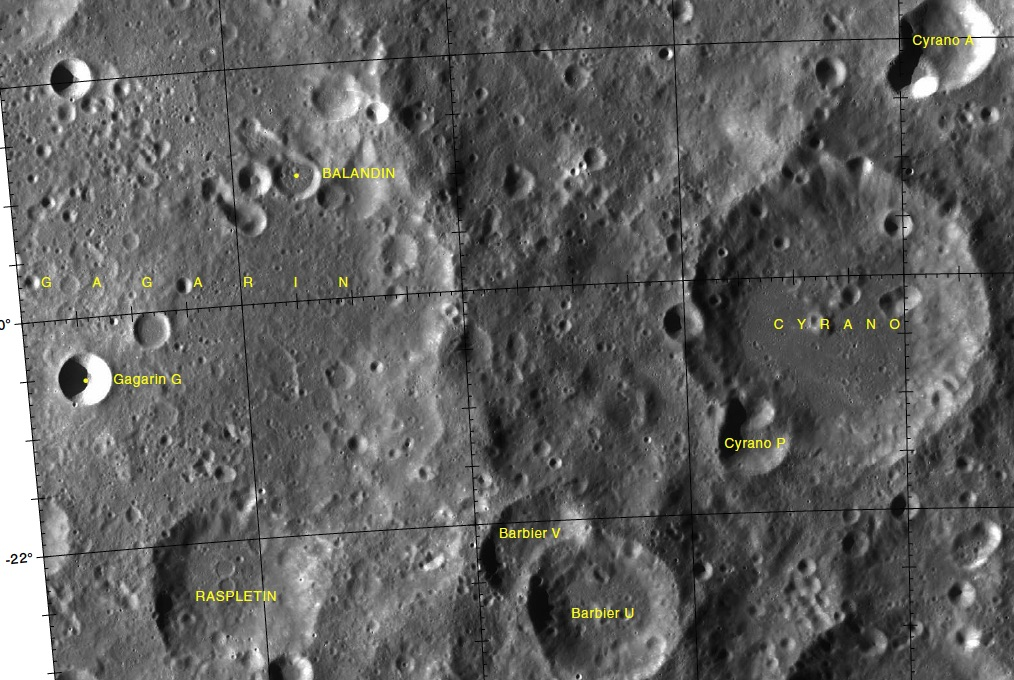
Localització de Balandin (part superior esquerra)
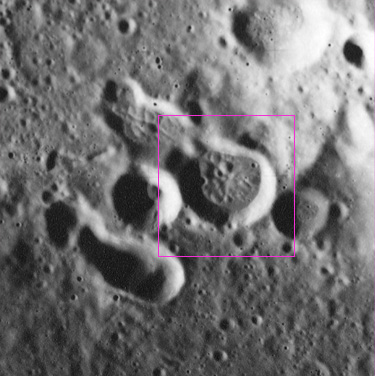
Fotografia de l'Apollo 17

És circular, amb un sòl interior un tant inusual ple de turons, similar al del proper cràter Kosberg, a Barbier F dins de Barbier, o al cràter Van den Bos.